# Timur Rafailowitsch Nurmejew
Timur Rafailowitsch Nurmejew (russisch Тимур Рафаилович Нурмеев; * 21. Juli 1980 in Magnitogorsk) ist ein früherer russischer Crosslauf-Sommerbiathlet.
Timur Nurmejew gehörte Mitte der 2000er Jahre zur Weltklasse im Sommerbiathlon. Schon 2000 gewann er bei den Juniorenwettbewerben der Sommerbiathlon-Weltmeisterschaften in Chanty-Mansijsk die Titel im Sprint, dem Verfolgungsrennen und im Staffelrennen. 2003 nahm er in Forni Avoltri erstmals bei den Herrenwettbewerben teil. Im Sprint erreichte Nurmejew den fünften Platz, wurde Zehnter in der Verfolgung und im Massenstart und belegte mit Oleg Rudenko, Konstantin Popow und Sergei Russinow den zweiten Rang im Staffelrennen. Auch in Osrblie konnte er an der Seite von Alexei Mironow, Alexei Tscheparew und Sergei Balandin 2004 den Titel als Vizeweltmeister im Staffelrennen gewinnen. Auch im Massenstartrennen wurde der Russe hinter Pavol Hurajt Vizeweltmeister. Im Sprint erreichte er den 22., im Verfolgungsrennen den 18. Platz. Zum dritten Mal startete Nurmejew 2005 in Muonio bei einer Weltmeisterschaft. Im Sprint wurde er 17., Elfter der Verfolgung und Sechster im Massenstartrennen. In dem Jahr hatte er bei den Sommerbiathlon-Europameisterschaften 2005 in Bystřice pod Hostýnem seine größeren Erfolge. Im Sprint wurde er Europameister, im Massenstartrennen gewann er hinter Dmitri Nikiforow und Michal Šlesingr die Bronzemedaille. Mit Anna Sotnikowa, Olga Pachomowa und Nikiforow gewann er zudem als Schlussläufer in der Mixed-Staffel seinen zweiten Titel.